# شو كامو
شو كامو (加茂周) (ولد 29 أكتوبر 1939) هو لاعب كرة قدم ياباني سابق ومدرب، شارك كمدرب في كأس آسيا 1996 وكأس القارات 1995.

## روابط خارجية
- شو كامو على موقع قاعدة بيانات كرة القدم.إي يو (الإنجليزية)
- شو كامو على موقع Soccerway.com (الإنجليزية)
- شو كامو على موقع عالم كرة القدم.نت (الإنجليزية)

- شو كامو نسخة محفوظة 24 مارس 2020 على موقع واي باك مشين.

1. ↑  "معلومات عن شو كامو على موقع id.ndl.go.jp". id.ndl.go.jp. مؤرشف من الأصل في 2019-12-15.
2. ↑  "معلومات عن شو كامو على موقع footballdatabase.eu". footballdatabase.eu. مؤرشف من الأصل في 2019-12-09.
3. ↑  "معلومات عن شو كامو على موقع worldfootball.net". worldfootball.net. مؤرشف من الأصل في 2019-07-03.